# Musa Juwara
Musa Juwara (ur. 26 grudnia 2001 w Tujereng) – gambijski piłkarz występujący na pozycji pomocnika w polskim klubie Pogoń Szczecin oraz w reprezentacji Gambii.

## Kariera klubowa

### Kariera juniorska
W 2016 roku rozpoczął treningi we włoskim klubie Virtus Avigliano, gdzie został dostrzeżony przez trenera grup młodzieżowych Vitantonio Summę.
Juwara był na testach w Interze Mediolan i Juventus FC. AC ChievoVerona zaoferowało za gambijskiego piłkarza 50 tysięcy euro, natomiast w związku z włoskim prawem transfer początkowo nie doszedł do skutku. Vitantonio Summa wraz z żoną Loredaną zostali jego rodziną zastępczą, by mógł legalnie podpisać kontrakt z AC Chievo.
Juwara do drużyny z Werony trafił latem 2017 roku. 13 stycznia 2018 zadebiutował w Primaverze w wygranym 3:2 meczu przeciwko Udinese Calcio, w którym zdobył  bramkę w 11. minucie. W sezonie 2017/2018 w rozgrywkach Primavery wystąpił w 15 spotkaniach, zdobywając 8 goli i zaliczając jedną asystę, rozegrawszy 1350 minut.
W sezonie 2018/2019 Juwara został wypożyczony do Torino FC, w którego barwach rozegrał 3 spotkania i strzelił 3 bramki w ramach Torneo di Viareggio.

### Kariera seniorska

#### Początki w lidze włoskiej
Po powrocie z wypożyczenia do AC ChievoVerona, w sezonie 2018/2019 zadebiutował w Serie A, w zremisowanym 0:0 meczu przeciwko Frosinone Calcio. W Primaverze rozegrał 28 spotkań, strzelając 5 bramek.
Na początku 2020 roku Juwara za kwotę 500 tysięcy euro przeniósł się do klubu Bologna FC 1909. W barwach tej drużyny rozegrał 13 spotkań w Serie A, zdobywając jedną bramkę oraz 23 spotkania w Primaverze, strzelając 13 goli.

#### Okres wypożyczeń
W trakcie pobytu w Bolonii wypożyczany był do Boavisty FC, FC Crotone oraz Odense Boldklub.

##### Boavista FC
6 października 2020 Juwara został wypożyczony z Bolonii do portugalskiej Boavisty FC. 19 października 2020 zadebiutował w Primeira Lidze w przegranym 0:1 meczu przeciwko Vitórii SC. W 68. minucie spotkania wszedł na boisko z ławki, zastępując Manuela Cafumanę. W drużynie Boavisty rozegrał 3 spotkania (łącznie 27 minut gry), w każdym z nich wchodząc z ławki rezerwowych. 9 stycznia 2021 powrócił do Bologna FC 1909.

##### FC Crotone
Po jednej rundzie spędzonej w Bolonii, Juwara 13 lipca 2021 został wypożyczony na pół roku do włoskiego FC Crotone (Serie B). Zadebiutował 16 sierpnia 2021 w spotkaniu Pucharu Włoch z Brescia Calcio. Na boisko wszedł w 78. minucie, zmieniając kontuzjowanego Samuela Mulattierego. W trakcie rundy jesiennej sezonu 2021/2022 7 razy znalazł się w kadrze meczowej i łącznie w 3 ligowych występach rozegrał 34 minuty i zaliczył asystę w meczu przeciwko AC Monza (1:1).

##### Odense Boldklub
19 stycznia 2023 Juwara został na zasadzie wypożyczenia graczem duńskiego zespołu Odense Boldklub. 17 kwietnia zadebiutował w lidze młodzieżowej – Future Cup. W rezerwach Odense rozegrał łącznie dwa spotkania, w pierwszej drużynie ani razu nie udało mu się znaleźć w kadrze meczowej.

#### Velje BK
3 lipca 2023 Juwara został piłkarzem Vejle BK. W Superligaen zadebiutował 23 lipca 2023 w przegranym 0:1 meczu przeciwko Aarhus GF, w którym przebywał na boisku przez 65 minut. Ogółem rozegrał dla tego klubu 60 spotkań, w których strzelił 8 bramek.

#### Pogoń Szczecin
3 lipca 2025 Juwara został zaprezentowany jako nowy zawodnik Pogoni Szczecin. Kwota transferu wyniosła 850 tys. euro. W drużynie szczecińskiej Pogoni otrzymał numer 7 na koszulce. W barwach portowców zadebiutował 26 lipca 2025 roku w meczu przeciwko Motorowi Lublin, zmieniając w 75 minucie Kamila Grosickiego.

## Kariera reprezentacyjna
11 października 2020 Juwara zadebiutował w reprezentacji Gambii w meczu towarzyskim przeciwko Kongu. W momencie debiutu miał 18 lat 9 miesięcy i 15 dni. Do 17 lipca 2025 w drużynie narodowej rozegrał 5 spotkań, w tym jedno w eliminacjach do Mistrzostw Świata 2026.

## Życie prywatne
Juwara jest sierotą, wychowywał go dziadek. W wieku 14 lat wyemigrował z Gambii do Włoch. 10 lipca 2016 – dzięki pomocy niemieckiej organizacji pozarządowej – trafił na pokład łodzi, która przetransportowała go na Sycylię, do portu w Mesynie. Następnie został przetransportowany do obozu dla uchodźców w Ruoti w regionie Basilicata. 
Latem 2017 roku Juwara został adoptowany przez swojego trenera Vitantonio Summę i jego żonę Loredanę. Przez wiele lat był w związku z Letizią Rexhą.

## Statystyki kariery

### Klubowe
Aktualne na dzień 17 lipca 2025
| Klub               | Sezon             | Liga              | Liga  | Liga | Puchar kraju | Puchar kraju | Puchar ligi | Puchar ligi | Kontynentalne | Kontynentalne | Inne  | Inne | Razem | Razem |
| Klub               | Sezon             | Liga              | Mecze | Gole | Mecze        | Gole         | Mecze       | Gole        | Mecze         | Gole          | Mecze | Gole | Mecze | Gole  |
| ------------------ | ----------------- | ----------------- | ----- | ---- | ------------ | ------------ | ----------- | ----------- | ------------- | ------------- | ----- | ---- | ----- | ----- |
| AC ChievoVerona    | 2018/2019         | Serie A           | 1     | 0    | 0            | 0            | —           | —           | —             | —             | —     | —    | 1     | 0     |
| Bologna FC 1909    | 2019/2020         | Serie A           | 7     | 1    | 1            | 0            | —           | —           | —             | —             | —     | —    | 8     | 1     |
| Bologna FC 1909    | 2020/2021         | Serie A           | 5     | 0    | 0            | 0            | —           | —           | —             | —             | —     | —    | 5     | 0     |
| Bologna FC 1909    | Ogółem            | Ogółem            | 12    | 1    | 1            | 0            | 0           | 0           | 0             | 0             | 0     | 0    | 13    | 1     |
| Boavista FC (wyp.) | 2020/2021         | Primeira Liga     | 3     | 0    | 0            | 0            | —           | —           | —             | —             | —     | —    | 4     | 0     |
| FC Crotone (wyp.)  | 2021/2022         | Serie B           | 3     | 0    | 1            | 0            | —           | —           | —             | —             | —     | —    | 3     | 0     |
| Vejle BK           | 2023/2024         | Superligaen       | 31    | 3    | 3            | 1            | —           | —           | —             | —             | —     | —    | 34    | 4     |
| Vejle BK           | 2024/2025         | Superligaen       | 29    | 4    | —            | —            | —           | —           | —             | —             | —     | —    | 29    | 4     |
| Vejle BK           | Ogółem            | Ogółem            | 60    | 7    | 3            | 1            | 0           | 0           | 0             | 0             | 0     | 0    | 63    | 8     |
| Pogoń Szczecin     | 2025/2026         | Ekstraklasa       | 0     | 0    | 0            | 0            | —           | —           | —             | —             | —     | —    | 0     | 0     |
| Ogółem w karierze  | Ogółem w karierze | Ogółem w karierze | 79    | 8    | 5            | 1            | 0           | 0           | 0             | 0             | 0     | 0    | 84    | 9     |

### Reprezentacyjne
Aktualne na dzień 17 lipca 2025
| Reprezentacja | Rok    | Mecze | Gole |
| ------------- | ------ | ----- | ---- |
| Gambia        | 2020   | 1     | 0    |
| Gambia        | 2021   | 3     | 0    |
| Gambia        | 2024   | 1     | 0    |
| Ogółem        | Ogółem | 5     | 0    |

| Mecze i gole w reprezentacji | Mecze i gole w reprezentacji | Mecze i gole w reprezentacji    | Mecze i gole w reprezentacji | Mecze i gole w reprezentacji | Mecze i gole w reprezentacji | Mecze i gole w reprezentacji                               |
| Lp.                          | Data                         | Stadion                         | Przeciwnik                   | Wynik                        | Grał                         | Uwagi                                                      |
| ---------------------------- | ---------------------------- | ------------------------------- | ---------------------------- | ---------------------------- | ---------------------------- | ---------------------------------------------------------- |
| 1.                           | 11.10.2020                   | Estádio Municipal da Bela Vista | Kongo                        | 1:0                          | 90'                          | mecz towarzyski                                            |
| 2.                           | 05.06.2021                   | Emirhan Sport Center            | Niger                        | 2:0                          | 19'                          | mecz towarzyski, zmienił Ebrima Darboe                     |
| 3.                           | 08.06.2021                   | Independence Stadium            | Togo                         | 1:0                          | 57'                          | mecz towarzyski, zmieniony przez Musa Barrow               |
| 4.                           | 11.06.2021                   | Emirhan Sport Center            | Kosowo                       | 0:1                          | 45'                          | mecz towarzyski, zmieniony przez Ablie Jallow              |
| 5.                           | 11.06.2024                   | Stade de Franceville            | Gabon                        | 2:3                          | 31'                          | Eliminacje do Mistrzostw Świata 2026, zmienił Alieu Fadera |